# Aleksander Emanuilovič Pejker
Aleksander Emanuilovič Pejker (rusko Александр Эммануилович Пейкер), ruski general, * 1776, † 1834.
Bil je eden izmed pomembnejših generalov, ki so se borili med Napoleonovo invazijo na Rusijo; posledično je bil njegov portret dodan v Vojaško galerijo Zimskega dvorca.

## Življenje
Decembra 1790 je kot desetnik vstopil v 5. pomorski bataljon v Kronstadtu. Poleti 1793 je bil kot višji vodnik premeščen v Gatčinski bataljon velikega princa Aleksandra Pavloviča. 
29. septembra 1796 je bil povišan v podporočnika in novembra istega leta je bil premeščen v Semjonovski polk. 7. marca 1805 je postal polkovnik in bil dodeljen 1. pomorskemu polku; 15. januarja 1807 je postal polkovni poveljnik. 
Čez tri leta je postal poveljnik 2. pomorskega polka, s katerim se je udeležil patriotske vojne in sicer med finsko kampanjo. Za zasluge je bil 15. septembra 1813 povišan v generalmajorja. 
11. maja 1824 je postal poveljnik 1. pehotne divizije in 22. avgusta 1826 je bil povišan v generalporočnika. Ker je bil slabšega zdravja, je zaprosil za manj naporno delo, tako da je 11. februarja 1828 postal poveljnik Narve, kar je ostal vse do smrti.